# 海因里希·罗雷尔

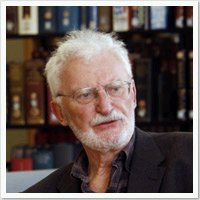
海因里希·罗雷尔

海因里希·罗雷尔（德語：Heinrich Rohrer，1933年6月6日—2013年5月16日），出生于聖加侖，瑞士物理学家，1986年获诺贝尔物理学奖。
2013年逝世于沃勒劳。